# Lisette Marton

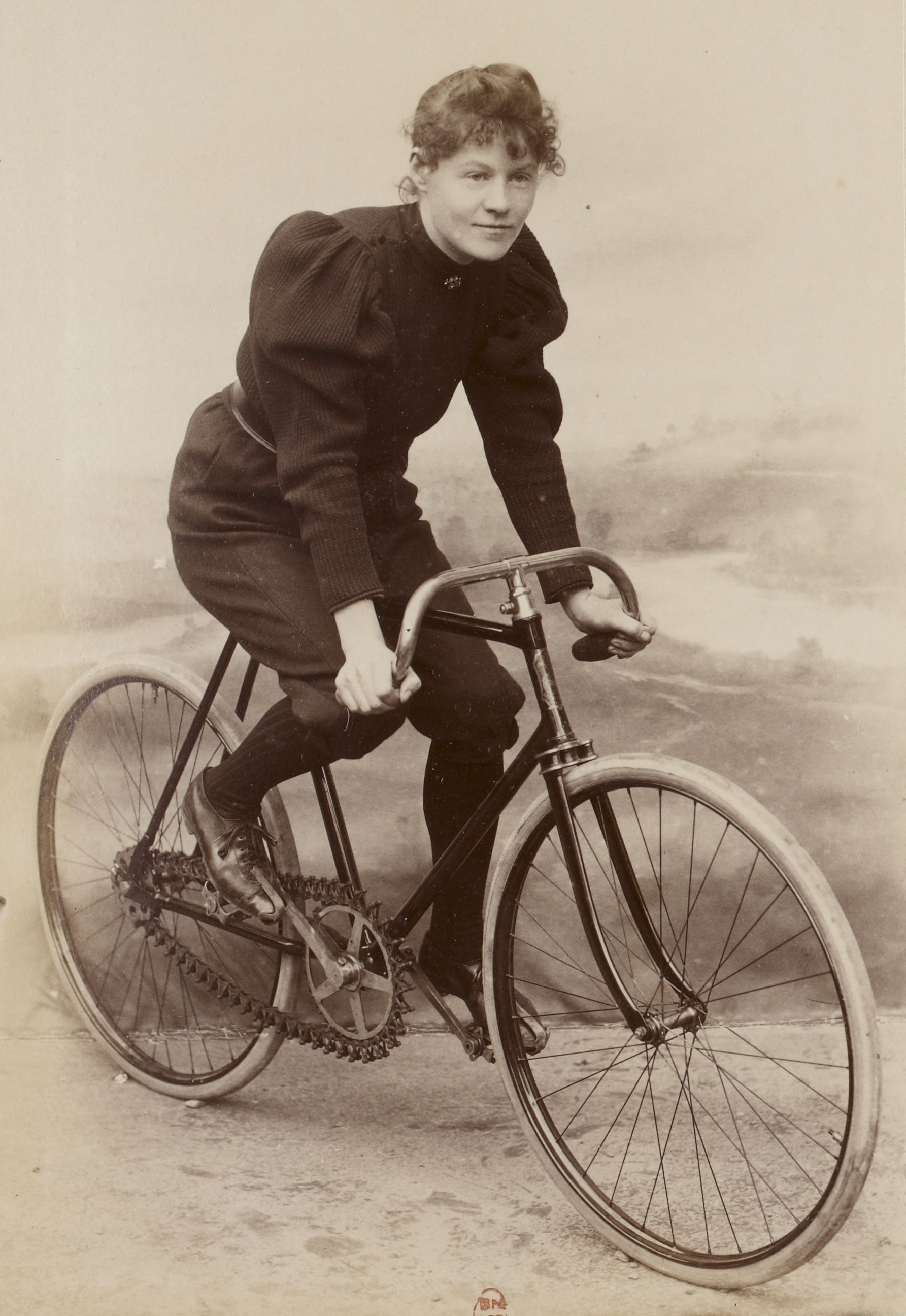
Lisette Marton auf einem Gladiator-Fahrrad mit Simpson-Kette (1896)

Lisette Marton, auch bekannt als Mlle Lisette oder Lisette de Quintin, eigentlich Marie-Joseph Amélie Le Gall (* 19. März 1869 in Quintin, Bretagne; † 20. Jahrhundert) war eine französische Radsportlerin. 1896 wurde sie inoffizielle Weltmeisterin im Radsport.

## Biographie
Amélie Le Gall war eine Tochter von Marie Le Gall und deren Mann Louis, einem Zimmermann und Holzfäller; sie war das jüngste von sechs Kindern, fünf Töchtern und einem Sohn. Berichten zufolge arbeitete sie in ihrer Kindheit als Hirtin. Als sie 13 Jahre alt war, zog die Familie 1882 nach Puteaux, einer Stadt in der Nähe von Paris. Sie musste in einer Fabrik arbeiten gehen, was ihr gesundheitlich zusetzte; sie sei mehrfach in der Woche ohnmächtig geworden, berichtete sie später. 1891 lernte sie Émile Christinet (* 1849) kennen, einen Schweizer Elektroingenieur, der in einem Geschäft gegenüber der Fabrik arbeitete. Als Radsportler und Mitglied des französischen Touring-Clubs schenkte er seiner Verlobten auf Anraten eines Arztes das erste Fahrrad. Amélie erholte sich durch das Fahrradfahren und genas.
1894 trat Lisette Marton, wie sie sich als Radsportlerin nannte, in einem Ein-Stunden-Rennen, das von der Zeitung L’Écho de Paris gesponsert wurde, gegen Hélène Dutrieu an. Kurz darauf startete sie bei einem 100-Kilometer-Rennen für Frauen und Männer in Longchamp im Bois de Boulogne. Sie kam als Achte ins Ziel, elf Minuten hinter dem Sieger Louis Méline. Damit war sie die schnellste Frau und wurde zur französischen Meisterin gekürt. Ende November 1895, bei den Six Days im Royal Aquarium in London, wurde Marton Zweite hinter der Engländerin Monica Harwood, aber revanchierte sich am 2. Mai 1896, indem sie Harwood schlug. Am 1. Oktober stellte sie im Vélodrome Buffalo in Paris einen neuen Stundenrekord auf der Bahn mit Schrittmacher auf: 43 Kilometer und 46 Meter. Damit verbesserte sie den bisherigen Stundenrekord von Dutrieu über 39,190 km aus demselben Jahr. Die französische Zeitung Le Petit Parisien beschrieb sie: „Wir finden, dass Mademoiselle Lisette von sehr kleiner Statur ist, mit einem soliden Körperbau und einem robusten Bein von maskulinem Aussehen, mit einem Blick voller Energie und Kraft.“
1896 wurde Marton Weltmeisterin, nachdem sie die schottische Radfahrerin Clara Grace bei der inoffiziellen Weltmeisterschaft der Frauen besiegt hatte. Lisette Marton trainierte mit dem umstrittenen englischen Trainer Choppy Warburton und wurde von Simpson Chain gesponsert, dem britischen Hersteller einer innovativen Fahrradkette.
Lisette Marton trat in Rennen auch gegen Männer an. So nahm sie im Juli 1895 an einem Bahnrennen für Männer auf dem Vélodrome de Varembé in Genf teil. Im Februar 1896 fuhr sie auf dem Parser Vélodrome d’Hiver gegen Warburtons männlichen Bahnstar Jimmy Michael an, gefolgt von Albert Champion im Jahr darauf. In einem Interview sagte sie, dass die Ähnlichkeit ihres Fahrstils mit dem des walisischen Meisters Jimmy Michael Warburton dazu veranlasste, ihr den Spitznamen „La Sœur de Michael“ (die Schwester von Michael) zu geben. Sie hatten auch eine ähnliche Körpergröße, wobei Lisette mit 1,52 Meter (bei 40 Kilogramm) kleiner war als der 1,56 Meter große Michael.
Nach Warburtons plötzlichem Tod im Jahre 1897 entschied Lisette Marton, in die USA zu reisen. Am 21. August 1898 ging sie in New York von Bord des Ozeandampfers La Gascogne. Dort wurde sie von der Presse als „Königin des Fahrrads“, „die berühmteste Radfahrerin der Welt“, „die französische Dämonin“ und „die schönste Blume Frankreichs“ bezeichnet. In mehreren US-amerikanischen Städten trat sie gegen andere weibliche Radsportler wie Tillie Anderson, Dottie Farnsworth, Clara Drehmel und Ida Peterson an.
In Interviews hob Lisette Marton hervor, dass Radfahren ein gesunder Sport für Frauen sei: „Ich bin sozusagen der lebende Beweis dafür, dass Radfahren für Frauen nicht ungesund ist“, widersprach sie damaligen „Experten“. Sie wetterte gegen die viktorianische Mode und bezeichnete das Korsett als „schrecklich unbequemes und unhygienisches Kleidungsstück“. In einem Interview vom 20. November 1898 sagte sie: „Es raubt dem Körper jede Symmetrie, es würde sogar der Venus von Milo jede Form rauben.“ 1901 hörte sie mit dem Rennsport auf, aber trat noch bis 1908 auf Festen und Jahrmärkten mit akrobatischen Kunststücken auf dem Fahrrad auf.
Im Jahr 1910 eröffnete Amélie Le Gall, die sich nun „Lisette Christinet“ nannte, mit ihrem Mann mehrere französische Restaurants in Städten im Südosten der USA, unter anderem in New Orleans. Émile Christinet starb 1918. Über Lisette Martons weiteren Lebensweg liegen keine zuverlässigen Informationen vor. Gerüchte besagten, dass sie erneut heiratete und ihre letzten Jahre auf einer großen Hazienda irgendwo in Südamerika verbrachte.

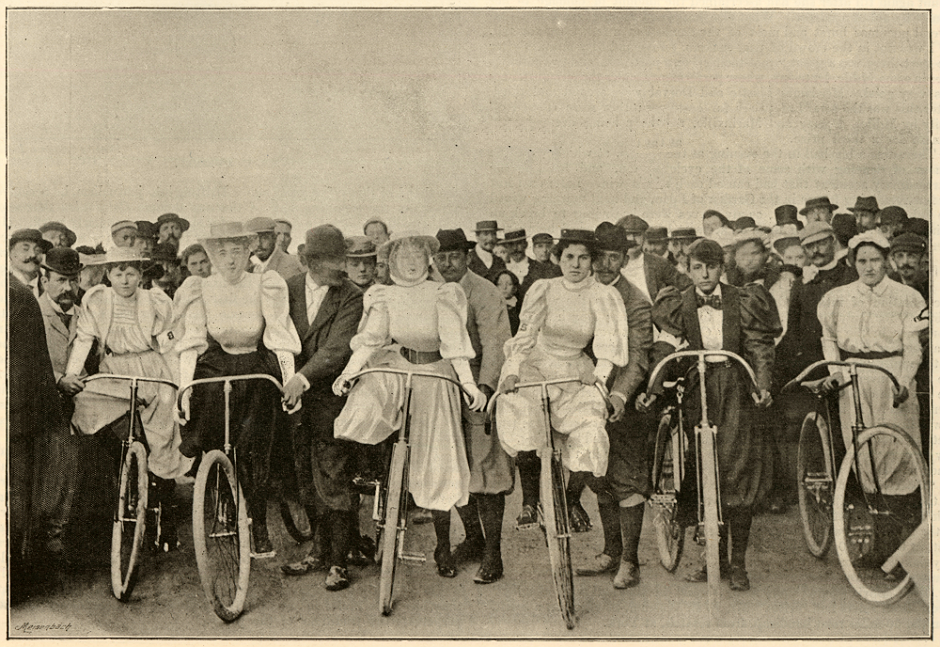
Marton bei einem Radrennen in Cabourg (ganz links) – der Mann, der den Lenker ihres Rades hält, ist mutmaßlich ihr Ehemann Émile Christinet
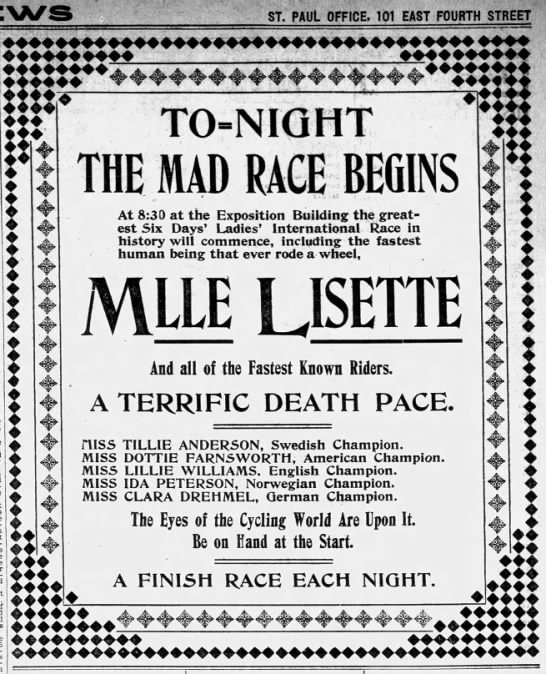
Anzeige eines Frauenrennens mit Marton aus dem Jahre 1898
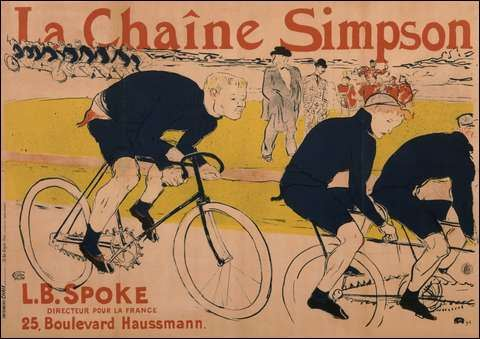
Plakatwerbung für die Simpson-Kette von Henri de Toulouse-Lautrec: Mlle Marton ist hinten auf dem Tandem zu sehen